# Monza Rally Show

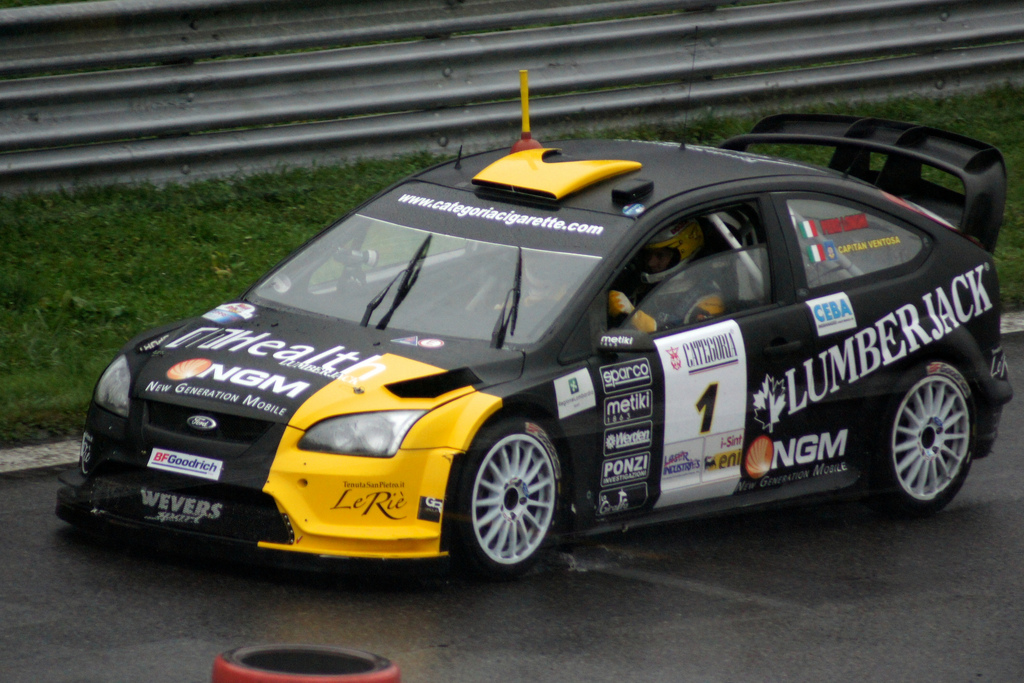
Piero Longhi durant l'édition 2010.

Le Monza Rally Show est un événement italien qui a lieu en novembre chaque année depuis 1978 pour la fin de saison sur l’Autodromo Nazionale Monza.
S’y côtoient des pilotes de rallye, sur circuits, des sportifs d’autres disciplines que mécaniques, et des artistes italiens.
En raison de la pandémie de Covid-19 en Italie, l'édition 2020, qui se déroule du 3 au 6 décembre, est à huis clos.

## Palmarès
| Année                                             | Équipe                               | Voiture                     |
| ------------------------------------------------- | ------------------------------------ | --------------------------- |
| 1978                                              | Federico Ormezzano - Genova          | Porsche 911                 |
| 1979                                              | Raffaele Pinto - Penariol            | Ferrari 308 GTB             |
| 1980                                              | Federico Ormezzano - Genova          | Porsche 911                 |
| 1981                                              | Federico Ormezzano - Berro           | Lancia Stratos              |
| 1982                                              | Federico Ormezzano (4) - Berro       | Lancia Stratos              |
| 1983                                              | Adartico Vudafieri - Borghi          | Lancia Rally 037            |
| 1984                                              | Attilio Bettega - Perissinot         | Lancia Rally 037            |
| 1985                                              | Adartico Vudafieri - Borghi          | Lancia Rally 037            |
| 1986                                              | Franco Cunico - Scalvini             | Lancia Rally 037            |
| 1987                                              | Fulvio Bacchelli - Spollon           | Lancia Rally 037            |
| 1988                                              | Sam Brand - Lechleitner              | Lancia Rally 037            |
| 1989                                              | Dario Cerrato - Cerri                | Alfa Romeo 75 IMSA          |
| 1990                                              | Franco Cunico - Evangelisti          | BMW M3                      |
| 1991                                              | Andrea Zanussi - Amati               | BMW M3                      |
| 1992                                              | Nicola Larini - Bernacchini          | Alfa Romeo 155 GTA          |
| 1993                                              | Andrea Zanussi - Amati               | Ford Escort Cosworth S1     |
| 1994                                              | Giorgio Francia - Bregoli            | Alfa Romeo 155 DTM          |
| 1995                                              | Marco Spinelli - Perlino             | Ford Escort Cosworth        |
| 1996                                              | Marco Spinelli - Perlino             | Ford Escort Cosworth        |
| 1997                                              | Marco Spinelli (3) - Bernacchini     | Toyota Celica ST 205        |
| 1998                                              | Andrea Dallavilla - Vernuccio        | Subaru Impreza WRC          |
| 1999                                              | Renato Travaglia - Zanella           | Peugeot 306 Maxi            |
| 2000                                              | Dindo Capello - Zanatta              | Subaru Impreza WRC          |
| 2001                                              | Épreuve annulée                      | Épreuve annulée             |
| 2002                                              | Epreuve non-oraganisée               | Epreuve non-oraganisée      |
| 2003                                              | Alessandro Battaglin - Marchi        | Toyota Corolla WRC          |
| 2004                                              | Dindo Capello - Pirollo              | Skoda Fabia WRC             |
| 2005                                              | Dindo Capello - Pirollo              | Skoda Fabia WRC             |
| 2006                                              | Valentino Rossi - Carlo Cassina      | Ford Focus WRC              |
| 2007                                              | Valentino Rossi - Carlo Cassina      | Ford Focus WRC              |
| 2008                                              | Dindo Capello - Pirollo              | Ford Focus WRC              |
| 2009                                              | Dindo Capello (4) - Pirollo          | Citroën C4 WRC              |
| 2010                                              | Dani Sordo - Vallejo                 | Citroën C4 WRC              |
| 2011                                              | Sébastien Loeb - Severine Loeb       | Citroën DS3 WRC             |
| 2012                                              | Valentino Rossi - Carlo Cassina      | Ford Fiesta WRC             |
| 2013                                              | Dani Sordo - Marc Martí              | Citroën DS3 WRC             |
| 2014                                              | Robert Kubica - Alessandra Benedetti | Ford Fiesta WRC             |
| 2015                                              | Valentino Rossi - Carlo Cassina      | Ford Fiesta WRC             |
| 2016                                              | Valentino Rossi - Carlo Cassina      | Ford Fiesta WRC             |
| 2017                                              | Valentino Rossi - Carlo Cassina      | Ford Fiesta WRC             |
| 2018                                              | Valentino Rossi - Carlo Cassina      | Ford Fiesta WRC             |
| 2019                                              | Andrea Crugnola - Marco Bergonzi     | Volkswagen Polo GTI R5 (en) |
| Épreuve comptant pour le Championnat du monde WRC |                                      |                             |
| 2020                                              | Sébastien Ogier - Julien Ingrassia   | Toyota Yaris WRC (en)       |
| 2021                                              | Sébastien Ogier - Julien Ingrassia   | Toyota Yaris WRC            |
| 2022                                              | Epreuve non-organisée                | Epreuve non-organisée       |
| 2023                                              | Andrea Mabellini - Virginia Lenzi    | Škoda Fabia RS Rally2       |
| 2024                                              | Andrea Crugnola - Andrea Sassi       | Citroën C3 Rally2 (en)      |